# Saison 1983-1984 de la LHJMQ
Saison précédente Saison suivante
La saison 1983-1984 est la quinzième saison de hockey sur glace de la Ligue de hockey junior majeur du Québec. Les Voisins de Laval remportent la Coupe du président en battant en finale les Chevaliers de Longueuil. 

## Saison régulière

### Classement
| Clt | Équipe                      | PJ | V  | D  | N | BP  | BC  | Pts |
| --- | --------------------------- | -- | -- | -- | - | --- | --- | --- |
| 1   | Cataractes de Shawinigan    | 70 | 37 | 33 | 0 | 329 | 287 | 74  |
| 2   | Remparts de Québec          | 70 | 36 | 32 | 2 | 338 | 332 | 74  |
| 3   | Voltigeurs de Drummondville | 70 | 35 | 35 | 0 | 355 | 351 | 70  |
| 4   | Saguenéens de Chicoutimi    | 70 | 30 | 38 | 2 | 303 | 382 | 62  |
| 5   | Draveurs de Trois-Rivières  | 70 | 23 | 45 | 2 | 301 | 388 | 48  |

| Clt | Équipe                  | PJ | V  | D  | N | BP  | BC  | Pts |
| --- | ----------------------- | -- | -- | -- | - | --- | --- | --- |
| 1   | Voisins de Laval        | 70 | 54 | 16 | 0 | 527 | 289 | 108 |
| 2   | Juniors de Verdun       | 70 | 40 | 27 | 3 | 359 | 309 | 83  |
| 3   | Chevaliers de Longueuil | 70 | 37 | 33 | 0 | 371 | 358 | 74  |
| 4   | Castors de Saint-Jean   | 70 | 30 | 36 | 4 | 366 | 363 | 64  |
| 5   | Bisons de Granby        | 70 | 31 | 38 | 1 | 308 | 348 | 63  |
| 6   | Olympiques de Hull      | 70 | 25 | 45 | 0 | 301 | 411 | 50  |

- En gras et en italique : champion de la saison régulière
- En gras : champion de division
- En italique : qualifié pour les séries

### Meilleurs pointeurs
| Joueur             | Équipe     | PJ | B   | A   | Pts | Pun |
| ------------------ | ---------- | -- | --- | --- | --- | --- |
| Mario Lemieux      | Laval      | 70 | 133 | 149 | 282 | 92  |
| Jacques Goyette    | Laval      | 62 | 76  | 94  | 170 | 64  |
| Claude Gosselin    | Québec     | 65 | 56  | 84  | 140 | 55  |
| Claude Lefebvre    | Québec     | 70 | 62  | 73  | 135 | 110 |
| Guy Rouleau        | Longueuil  | 70 | 60  | 73  | 133 | 28  |
| Sergio Momesso     | Shawinigan | 68 | 42  | 88  | 130 | 235 |
| François Sills     | Laval      | 70 | 56  | 73  | 129 | 39  |
| Paul Gagné         | Chicoutimi | 62 | 51  | 73  | 124 | 8   |
| Santino Pellegrino | Longueuil  | 70 | 52  | 72  | 124 | 62  |
| Yves Courteau      | Laval      | 62 | 45  | 75  | 120 | 52  |

## Séries éliminatoires
Les huit meilleures équipes de la saison régulière jouent les séries éliminatoires à l'issue desquelles la vainqueur remporte la Coupe du président.
|  | Quarts de finale        | Quarts de finale            | Quarts de finale | Quarts de finale            |    |                   | Demi-finales     | Demi-finales     | Demi-finales     | Demi-finales     |  |  | Finale               | Finale               | Finale               | Finale               |
|  |                         |                             |                  |                             |    |                   |                  |                  |                  |                  |  |  |                      |                      |                      |                      |
|  | Du 19 au 30 mars        | Du 19 au 30 mars            | Du 19 au 30 mars | Du 19 au 30 mars            |    |                   | Du 9 au 17 avril | Du 9 au 17 avril | Du 9 au 17 avril | Du 9 au 17 avril |  |  | Du 23 avril au 6 mai | Du 23 avril au 6 mai | Du 23 avril au 6 mai | Du 23 avril au 6 mai |
|  | Du 19 au 30 mars        | Du 19 au 30 mars            | Du 19 au 30 mars | Du 19 au 30 mars            |    |                   | Du 9 au 17 avril | Du 9 au 17 avril | Du 9 au 17 avril | Du 9 au 17 avril |  |  | Du 23 avril au 6 mai | Du 23 avril au 6 mai | Du 23 avril au 6 mai | Du 23 avril au 6 mai |
|  | 1L                      | Voisins de Laval            | 4                | 4                           |    |                   | Du 9 au 17 avril | Du 9 au 17 avril | Du 9 au 17 avril | Du 9 au 17 avril |  |  | Du 23 avril au 6 mai | Du 23 avril au 6 mai | Du 23 avril au 6 mai | Du 23 avril au 6 mai |
|  | 1L                      | Voisins de Laval            | 4                | 4                           |    |                   | Du 9 au 17 avril | Du 9 au 17 avril | Du 9 au 17 avril | Du 9 au 17 avril |  |  | Du 23 avril au 6 mai | Du 23 avril au 6 mai | Du 23 avril au 6 mai | Du 23 avril au 6 mai |
|  | 5L                      | Bisons de Granby            | 0                | 0                           |    |                   | Du 9 au 17 avril | Du 9 au 17 avril | Du 9 au 17 avril | Du 9 au 17 avril |  |  | Du 23 avril au 6 mai | Du 23 avril au 6 mai | Du 23 avril au 6 mai | Du 23 avril au 6 mai |
|  | 5L                      | Bisons de Granby            | 0                | 0                           | 1L | Voisins de Laval  | 4                | 4                |                  |                  |  |  | Du 23 avril au 6 mai | Du 23 avril au 6 mai | Du 23 avril au 6 mai | Du 23 avril au 6 mai |
|  | Du 18 au 30 mars        |                             |                  |                             | 1L | Voisins de Laval  | 4                | 4                |                  |                  |  |  | Du 23 avril au 6 mai | Du 23 avril au 6 mai | Du 23 avril au 6 mai | Du 23 avril au 6 mai |
|  |                         |                             | 2D               | Voltigeurs de Drummondville | 0  | 0                 |                  |                  |                  |                  |  |  | Du 23 avril au 6 mai | Du 23 avril au 6 mai | Du 23 avril au 6 mai | Du 23 avril au 6 mai |
|  | 2L                      | Juniors de Verdun           | 2D               | Voltigeurs de Drummondville | 0  | 0                 | 4                | 4                |                  |                  |  |  | Du 23 avril au 6 mai | Du 23 avril au 6 mai | Du 23 avril au 6 mai | Du 23 avril au 6 mai |
|  | 2L                      | Juniors de Verdun           | Du 6 au 17 avril |                             |    |                   | 4                | 4                |                  |                  |  |  | Du 23 avril au 6 mai | Du 23 avril au 6 mai | Du 23 avril au 6 mai | Du 23 avril au 6 mai |
|  | 4L                      | Castors de Saint-Jean       | 0                | 0                           |    |                   |                  |                  |                  |                  |  |  | Du 23 avril au 6 mai | Du 23 avril au 6 mai | Du 23 avril au 6 mai | Du 23 avril au 6 mai |
|  | 4L                      | Castors de Saint-Jean       | 0                | 0                           | 1L | Voisins de Laval  | 4                | 4                |                  |                  |  |  |                      |                      |                      |                      |
|  | Du 23 mars au 4 avril   |                             |                  |                             | 1L | Voisins de Laval  | 4                | 4                |                  |                  |  |  |                      |                      |                      |                      |
|  |                         |                             | 3L               | Chevaliers de Longueuil     | 2  | 2                 |                  |                  |                  |                  |  |  |                      |                      |                      |                      |
|  | 1D                      | Cataractes de Shawinigan    | 3L               | Chevaliers de Longueuil     | 2  | 2                 | 2                | 2                |                  |                  |  |  |                      |                      |                      |                      |
|  | 1D                      | Cataractes de Shawinigan    |                  |                             |    |                   |                  |                  |                  |                  |  |  |                      |                      |                      |                      |
|  | 2D                      | Voltigeurs de Drummondville | 4                | 4                           |    |                   |                  |                  |                  |                  |  |  |                      |                      |                      |                      |
|  | 2D                      | Voltigeurs de Drummondville | 4                | 4                           | 2L | Juniors de Verdun | 2                | 2                |                  |                  |  |  |                      |                      |                      |                      |
|  | Du 20 mars au 1er avril |                             |                  |                             | 2L | Juniors de Verdun | 2                | 2                |                  |                  |  |  |                      |                      |                      |                      |
|  |                         |                             | 3L               | Chevaliers de Longueuil     | 4  | 4                 |                  |                  |                  |                  |  |  |                      |                      |                      |                      |
|  | 3L                      | Chevaliers de Longueuil     | 3L               | Chevaliers de Longueuil     | 4  | 4                 | 4                | 4                |                  |                  |  |  |                      |                      |                      |                      |
|  | 3L                      | Chevaliers de Longueuil     |                  |                             |    |                   |                  | 4                |                  |                  |  |  |                      |                      |                      |                      |
|  | 3D                      | Remparts de Québec          | 1                | 1                           |    |                   |                  |                  |                  |                  |  |  |                      |                      |                      |                      |
|  | 3D                      | Remparts de Québec          | 1                | 1                           |    |                   |                  |                  |                  |                  |  |  |                      |                      |                      |                      |
|  |                         |                             |                  |                             |    |                   |                  |                  |                  |                  |  |  |                      |                      |                      |                      |

## Équipes d'étoiles
La ligue sélectionne trois équipes d'étoiles.

### Première équipe
- Gardien de but : Alain Raymond, Draveurs de Trois-Rivières
- Défenseur gauche : Steven Finn, Voisins de Laval
- Défenseur droit : Bill Campbell, Juniors de Verdun
- Ailier gauche : Claude Gosselin, Remparts de Québec
- Centre : Mario Lemieux, Voisins de Laval
- Ailier droit : Jacques Goyette, Voisins de Laval
- Entraîneur : Pierre Creamer, Juniors de Verdun

### Deuxième équipe
- Gardien de but : Luc Guenette, Remparts de Québec
- Défenseur gauche : Jérôme Carrier, Juniors de Verdun
- Défenseur droit : Sylvain Côté, Remparts de Québec
- Ailier gauche : Yves Courteau, Voisins de Laval
- Centre : Claude Lefebvre, Remparts de Québec
- Ailier droit : Claude Lemieux, Juniors de Verdun
- Entraîneur : Jean Bégin, Voisins de Laval

### Troisième équipe
- Gardien de but : Dave Quigley, Bisons de Granby
- Défenseur gauche : Donald Dufresne, Draveurs de Trois-Rivières et Graham Herring, Chevaliers de Longueuil
- Défenseur droit : Luc Gauthier, Chevaliers de Longueuil
- Ailier gauche : Sergio Momesso, Cataractes de Shawinigan
- Centre : Guy Rouleau, Chevaliers de Longueuil
- Ailier droit : François Sills, Voisins de Laval
- Entraîneur : Ron Lapointe, Cataractes de Shawinigan

## Trophées
Trois récompenses collectives et dix individuelles sont décernées.

### Récompenses collectives
- Coupe du président (champions des séries éliminatoires) : Voisins de Laval
- Trophée Jean-Rougeau (champions de la saison régulière) : Voisins de Laval
- Trophée Robert-Lebel (meilleure moyenne de buts encaissés) : Cataractes de Shawinigan

### Récompenses individuelles
- Trophée Jean-Béliveau (meilleur pointeur) : Mario Lemieux, Voisins de Laval
- Trophée Jacques-Plante (meilleure moyenne de buts encaissés) : Tony Haladuick, Voisins de Laval
- Trophée Michel-Bergeron (meilleur recrue offensive) : Stéphane Richer, Bisons de Granby
- Trophée Frank-J.-Selke (joueur le plus gentilhomme) : Jérôme Carrier, Juniors de Verdun
- Trophée Michel-Brière (meilleur jJoueur) : Mario Lemieux, Voisins de Laval
- Trophée Émile-Bouchard (meilleur défenseur) : Bill Campbell, Juniors de Verdun
- Trophée Guy-Lafleur (meilleur joueur des séries éliminatoires) : Mario Lemieux, Voisins de Laval
- Trophée Michael-Bossy (meilleur espoir) : Mario Lemieux, Voisins de Laval
- Trophée Raymond-Lagacé (meilleur recrue défensive) : James Gasseau, Voltigeurs de Drummondville
- Trophée Marcel-Robert (meilleur étudiant) : Gilbert Paiement, Saguenéens de Chicoutimi